# Harry Brearley

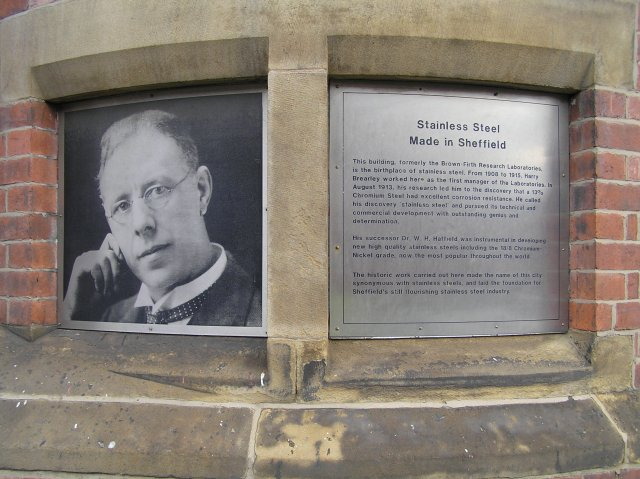
Monumento en honor a Harry Brearley en la antigua Brown Firth Research Laboratories

Harry Brearley (*18 de febrero de 1871 – † 12 de agosto de 1948) es un metalúrgico inglés conocido como el inventor del "rustless steel" (denominado más tarde como acero inoxidable "stainless steel"). Nació en Sheffield, Inglaterra.

## Vida
Brearley nació el 18 de febrero de 1871 en Sheffield, Inglaterra, el hijo de John Brearley, un obrero metalúrgico, y su esposa, Jane Superior. Dejó la escuela Woodside a la edad de doce años para entrar en su primer trabajo como obrero en las acerías de su padre, después conseguir el puesto de ayudante general en el laboratorio químico de la empresa. Se casó con Helen Theresa Crank el 23 de octubre de 1895 -
Desde hace varios años, además de su trabajo en el laboratorio, estudió en casa y más tarde en las clases formales de noche, para especializarse en las técnicas de producción de acero y métodos de análisis químicos correspondientes.
Por más de treinta años, Brearley se había ganado la reputación de ser un profesional con experiencia y por ser muy astuto en la resolución de problemas metalúrgicos, prácticas industriales. Fue en 1908, cuando dos de las empresas siderúrgicas principales de Sheffield innovadora acordaron financiar conjuntamente un laboratorio de investigación común que Harry Brearley se le pidió para dirigir el proyecto.
Brearley murió el 14 de julio de 1948, en Torquay, una ciudad costera en Devon, suroeste de Inglaterra. Fue incinerado en el crematorio Efford, Efford, cerca de Plymouth el 16 de julio de 1948 y sus cenizas fueron esparcidas en el Efford Crematorio Garden of Remembrance.
En 2013, en la Universidad de Sheffield Varsity Brewing Desafío, Universidad Sheffield llamó la cerveza - elaborada por Thornbridge - Brearleys, para conmemorar los 100 años desde que Harry Brearley inventó el acero inoxidable.
Desarrollo de acero inoxidable
En los difíciles años inmediatamente anteriores a la Primera Guerra Mundial, la fabricación de armas se incrementó significativamente en el Reino Unido, pero se encontró con problemas prácticos debido a la erosión de las superficies internas de los cañones. Brearley comenzó a investigar nuevos aceros que mejor resistió la erosión causada por las altas temperaturas. Empezó a examinar la adición de cromo al acero, que era conocido para elevar el punto de fusión de los materiales, en comparación con los aceros al carbono estándar.
La investigación se centró en la cuantificación de los efectos de la variación de los niveles de carbono y cromo.
Para llevar a cabo metalográfico para estudiar la microestructura de las aleaciones experimentales fue necesario pulir y grabar las muestras metálicas producidas. Para un acero al carbono, una solución diluida de ácido nítrico en el alcohol es suficiente para producir el ataque químico requerido, pero Brearley encontró que los nuevos aceros al cromo eran muy resistentes al ataque químico.
Probablemente fue Harry Brearleys crianza en Sheffield, una ciudad famosa por la fabricación de cubiertos desde el siglo XVI, lo que le llevó a apreciar el potencial de estos nuevos aceros para aplicaciones no sólo en el servicio de alta temperatura, como se preveía en un principio, sino también en la producción en masa de las aplicaciones relacionadas con la alimentación, tales como cubiertos, batería de cocina y equipo de procesamiento, etc Hasta ese momento, los cuchillos de acero al carbono no son propensos a la falta de higiene oxidación si no eran con frecuencia pulido y sólo es caro plata de ley o EPNS cubertería era generalmente disponibles para evitar este tipo de problemas. Con esto en mente Brearley extendió sus exámenes para incluir pruebas con alimentos ácidos como el vinagre y el jugo de limón, con resultados muy prometedores.
Brearley inicialmente llamó la nueva aleación de "acero inoxidable", el más eufónico "acero inoxidable" fue sugerido por Ernest Stuart de RF Mosley, un fabricante de cuchillería local en obras de Portland, y finalmente prevaleció, aunque Mosley ha utilizado la marca 'Rusnorstain' durante muchos años. Se ha informado de que la primera verdad de acero inoxidable, una 0.24wt% C, 12.8wt% Cr aleación ferrosa, fue producido por Brearley en un horno eléctrico el 13 de agosto de 1913 - Posteriormente, fue galardonado con el hierro y Bessemer Medalla de Oro del Instituto del Acero en 1920 . La Sociedad Americana de Metales da la fecha de creación de fundición número 1008 como 20 de agosto de 1913 de Brearley -
Prácticamente todos los proyectos de investigación en el desarrollo de los aceros inoxidables se vieron interrumpidos por la guerra de 1914-1918, pero los esfuerzos fueron renovados en 1920. Brearley había dejado el Firth Laboratorios Brown en 1915, a raíz de desacuerdos con respecto a los derechos de patente, pero la investigación continúa bajo la dirección de su sucesor, el Dr. WH Hatfield. Es Hatfield que se acredita con el desarrollo, en 1924, de un acero inoxidable que incluso hoy en día es, probablemente, la aleación más amplia-utilizado de este tipo, el llamado "18/8", que además de cromo, níquel incluye en su composición.
Después de salir de Brown Firth, Brearley unió Steel Works de Brown Bayley, también en Sheffield, se convirtió en director de la firma en 1925.

## Libros
- H. Brearley y F. Ibbotson El Análisis de Acero-works Materiales
- H. Brearley el tratamiento térmico del acero para herramientas
- H. Brearley El Case-Endurecimiento del acero
- H. Brearley El tratamiento térmico del acero
- H. Brearley fabricantes de acero
- H. Brearley cuerdas anudadas